# Camprodón (volcán)
Camprodón es un estratovolcán del municipio de Santa María de Marlés, en la provincia de Barcelona. Está erosionado y pertenece a la región volcánica de La Garrocha. En su cima, se encuentra el pueblo de Sant Pau de Pinos. Está compuesto de basanita.